# Klara Milch
Klara Milch po mężu Durst (ur. 24 maja 1891 w Izmirze, zm. 13 lipca 1970 w Multan) – austriacka pływaczka reprezentująca Cesarstwo Austriackie, brązowa medalistka igrzysk olimpijskich (1912). 
Podczas V Letnich Igrzysk Olimpijskich w Sztokholmie w 1912 roku, Milch wystartowała w dwóch konkurencjach pływackich. Na dystansie 100 metrów stylem dowolnym z czasem 1:37,2 zajęła trzecie miejsce w pierwszym wyścigu eliminacyjnym i odpadła z dalszej rywalizacji. Milch wystartowała także na drugiej zmianie austriackiej sztafety 4 × 100 m stylem dowolnym. Czasem 6:17,0 ekipa Austriaczek zdobyła brązowy medal.
Milch reprezentowała barwy klubu Austria Wiedeń.